# Quinto Marcio Barea Sorano
Quinto Marcio Barea Sorano (in latino Quintus Marcius Barea Soranus; ... – 66) è stato un politico e militare romano.

## Origini familiari
Sorano era figlio dell'omonimo Quinto Marcio Barea Sorano, console suffetto nel 34 e due volte governatore d'Africa; suo fratello era Quinto Marcio Barea Sura, amico del futuro imperatore Vespasiano. Era quindi lo zio di Marcia, madre del futuro imperatore Traiano, e di Marcia Furnilla, seconda moglie del futuro imperatore Tito. Si sposò con Servilia Considia, figlia di Marco Servilio, console nel 3, e da lei ebbe una figlia, Servilia. Secondo alcuni anche Marcia Furnilla, che abbiamo detto essere la figlia del fratello, potrebbe essere in realtà figlia di Sorano.

## Biografia

### Carriera politica
Sorano diventò console suffetto nel 52, sotto il principato di Claudio. Venne in seguito mandato in Asia come proconsole. Durante questo incarico si distinse per giustizia e fedeltà verso le popolazioni locali, cosa che scatenò le ire dell'imperatore Nerone: questi, infatti, aveva ordinato al suo liberto Acrato di portare via alcune opere d'arte della città di Pergamo per cui la popolazione si rivoltò; Sorano, però, non punì i cittadini come gli era stato chiesto da Nerone.

### Processo e morte
Sorano venne accusato da Ostorio Sabino, un cavaliere, per essere stato un amico di Rubellio Plauto e di aver governato la provincia d'Asia in maniera da accrescere il suo potere personale e suscitare rivolte contro l'imperatore Nerone. Un'ulteriore accusa venne rivolta anche alla figlia di Sorano, Servilia: era sospettata di aver pagato dei Magi e per questo venne processata insieme al padre. Servilia confessò di aver consultato dei magi, ma solo per pregare in onore del padre e dell'imperatore. Allora Sorano chiese che la figlia venisse risparmiata perché non era colpevole né di aver rapporti con Plauto né di essere al corrente dei misfatti del marito, Gaio Annio Pollione. Tra i testimoni del processo ci fu Publio Egnazio Celere, un filosofo stoico, amico dello stesso Sorano, che però tradì per denaro. Un altro testimone fu Cassio Asclepiodoto, un ricco bitino e anche lui vecchio amico di Sorano, che, per non aver tradito l'accusato, venne privato di tutte le sue ricchezze e mandato in esilio. Servilia e Sorano furono condannati e poterono scegliersi il tipo di morte, mentre a Ostorio venne dati un milione e duecentomila sesterzi più le insegne di questore.

## Curiosità
Il processo di Servilia ha ispirato il dramma di Lev Mej, Servilia, a sua volta soggetto dell'omonima opera in cinque atti di Rimskij-Korsakov Servilia.